# Httpd.conf
httpd.conf ist üblicherweise der Dateiname der Konfigurationsdatei eines Apache HTTP Servers. Der Server liest verschiedene Konfigurationseigenschaften aus dieser Textdatei. Diese Konfigurationseigenschaften können direkt in der Datei mithilfe von Superbenutzerberechtigungen bearbeitet werden. Die httpd.conf-Datei kann sich auf jedem Unix-basierten System befinden. Der Ablageort der httpd.conf wird bei der Kompilierung festgelegt, kann mit der Befehlszeilenoption -f überschrieben werden und durch Verwendung der Direktive Include um weitere Konfigurationsdateien (wie ports.conf) ergänzt werden.
Die dezentrale Verwaltung der Konfiguration des Apache erfolgt mittels spezieller Dateien innerhalb des Web-Verzeichnisbaums, die gewöhnlich .htaccess heißen.

## Weblink
- Offizielle Beschreibung der Hauptkonfigurationsdateien auf der Apache-Project-Homepage